# Rivolte ugonotte

Le aree controllate e contestate dagli ugonotti sono contrassegnate in viola e blu su questa mappa della Francia moderna.

Le rivolte ugonotte, anche dette guerre rohanesi dal leader ugonotto Enrico II di Rohan, furono una serie conflitti degli anni 1620 durante il quale gli ugonotti, ovvero i protestanti calvinisti francesi, chiamati Ugonotti, situati principalmente nella Francia sudoccidentale, si ribellarono contro l'autorità reale. La rivolta ebbe luogo un decennio dopo la morte di Enrico IV, che era stato ugonotto prima di convertirsi al cattolicesimo, il quale era riuscito a proteggere i protestanti attraverso l'editto di Nantes. Il suo successore Luigi XIII, sotto la reggenza della madre, la cattolica italiana Maria de' Medici, divenne più intollerante verso il protestantesimo. Gli ugonotti cercarono di difendersi creando strutture politiche e militari indipendenti, stabilendo contatti diplomatici con potenze straniere e ribellandosi apertamente contro il potere centrale. Le rivolte ugonotte seguirono ai due decenni di pace interna sotto Enrico IV, che rappresentò la pausa più lunga delle guerre di religione francesi, svoltesi prevalentemente nel XVI secolo, di cui le rivolte ugonotte rappresentano l'ultimo strascico.

## Prima rivolta ugonotta (1620–1622)

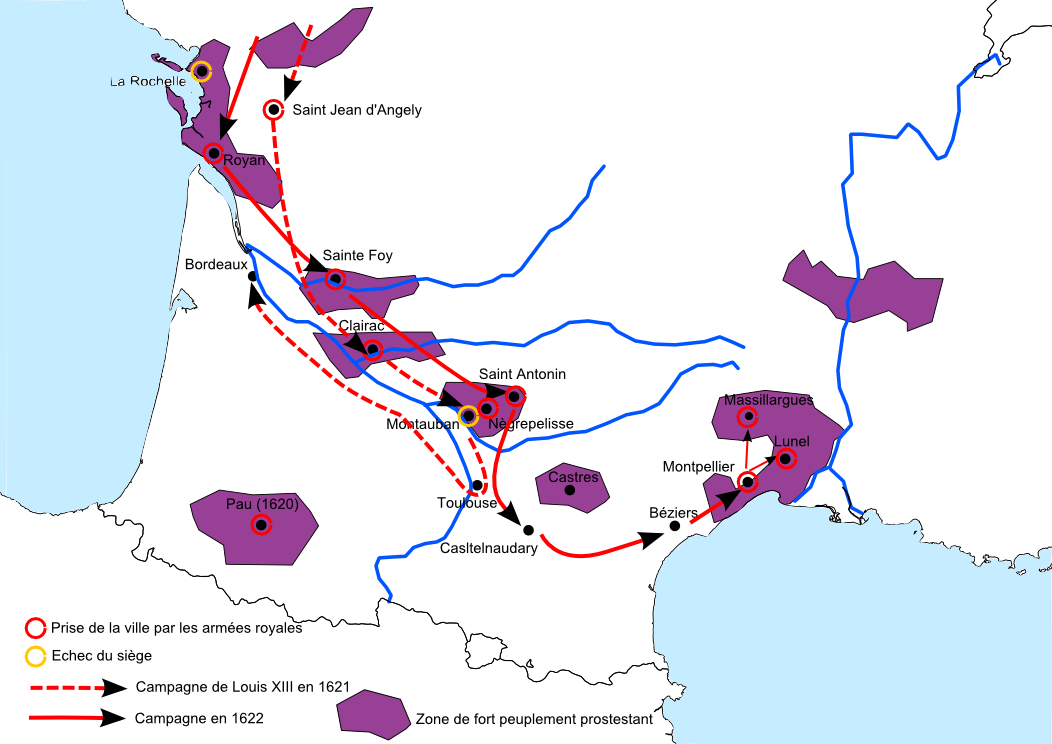
Regioni ugonotte (viola) e intervento reale (rosso) tra il 1620 e il 1622.

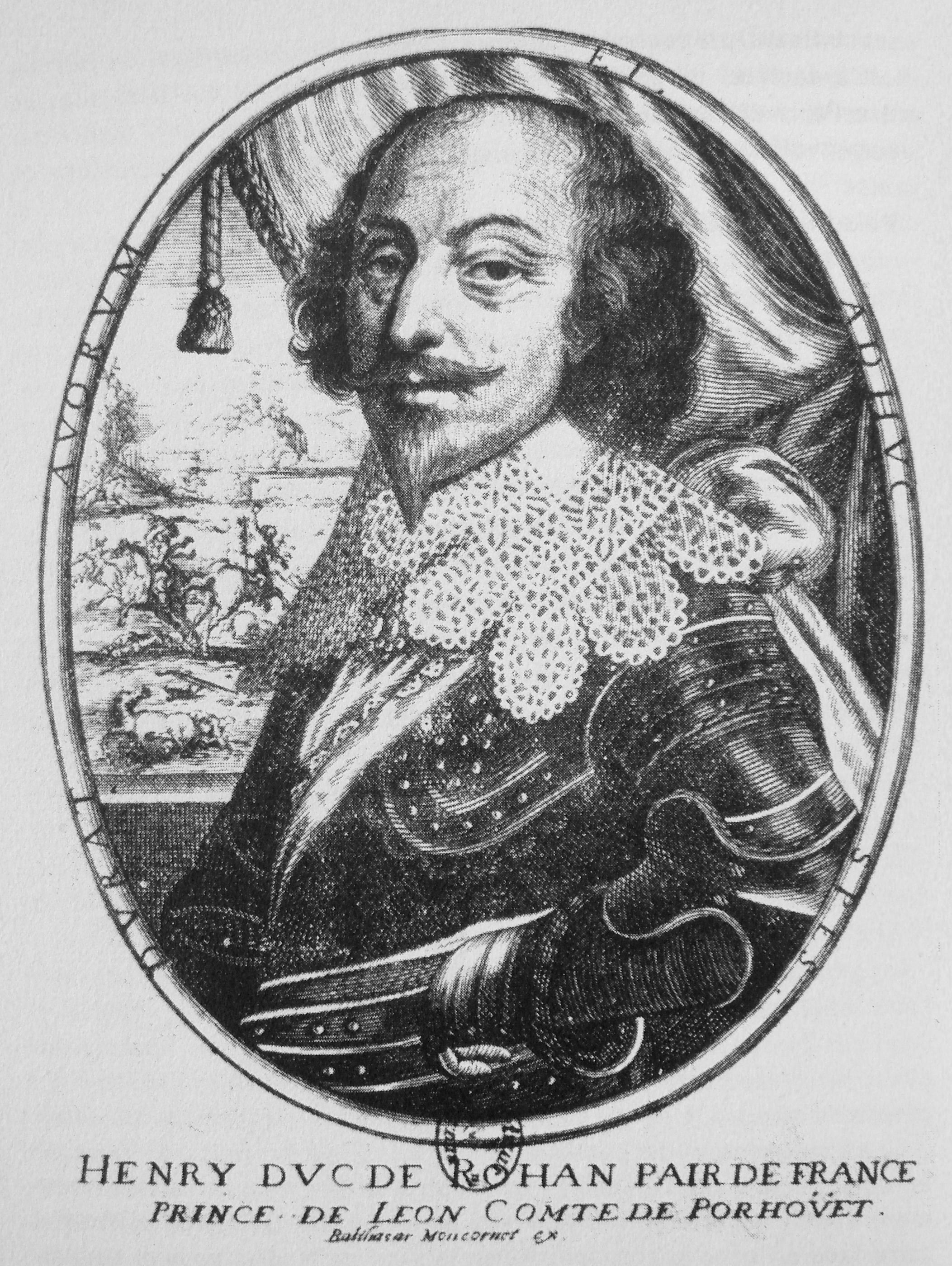
Enrico II, duca di Rohan (1579–1638) scelto come leader della ribellione.

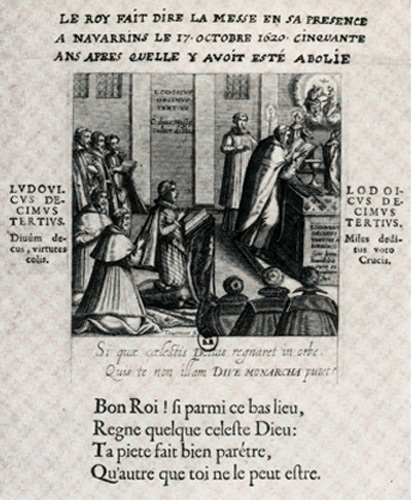
Ritorno dei cattolici a Béarn, Melchior Tavernier, 1620.

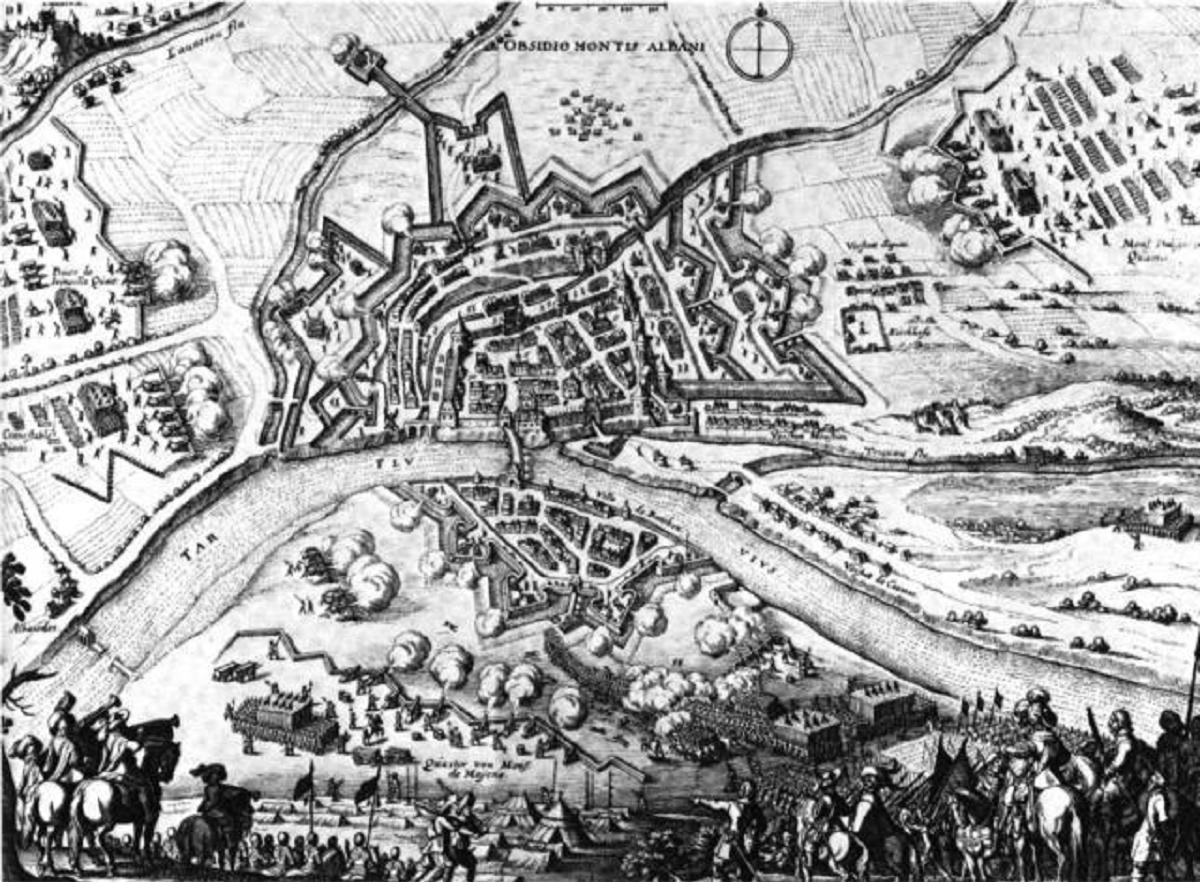
Luigi XIII nel fallito assedio di Montauban nel 1621.

La prima rivolta ugonotta fu innescata dal ristabilimento dei diritti cattolici nella regione del Béarn, a maggioranza ugonotta, da parte di Luigi XIII nel 1617 e dalla successiva annessione militare del Béarn alla Francia, concretizzatasi con l'occupazione di Pau nell'ottobre 1620. Il governo fu sostituito da un parlamento in stile francese in cui solo i cattolici potevano sedere. 
Ritenendo in gioco la loro sopravvivenza, gli ugonotti si radunarono a La Rochelle il 25 dicembre 1620. In questa assemblea generale ugonotta a La Rochelle fu presa la decisione di resistere con forza alla minaccia reale e di stabilire uno "stato nello stato", con un comando militare indipendente e un sistema di tassazione autonomo, sotto la direzione di Enrico II duca di Rohan, ardente sostenitore del conflitto aperto con il re. In quel periodo gli ugonotti erano in aperto atteggiamento di sfida nei confronti della Corona, dimostrando l'intenzione di conquistare la propria indipendenza, sul modello della Repubblica olandese: 
(Mercure de France)

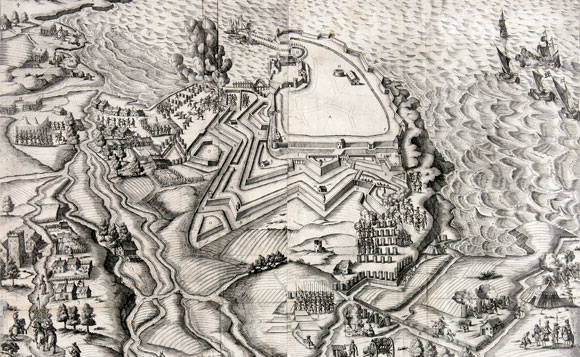
Assedio di Royan, 1622

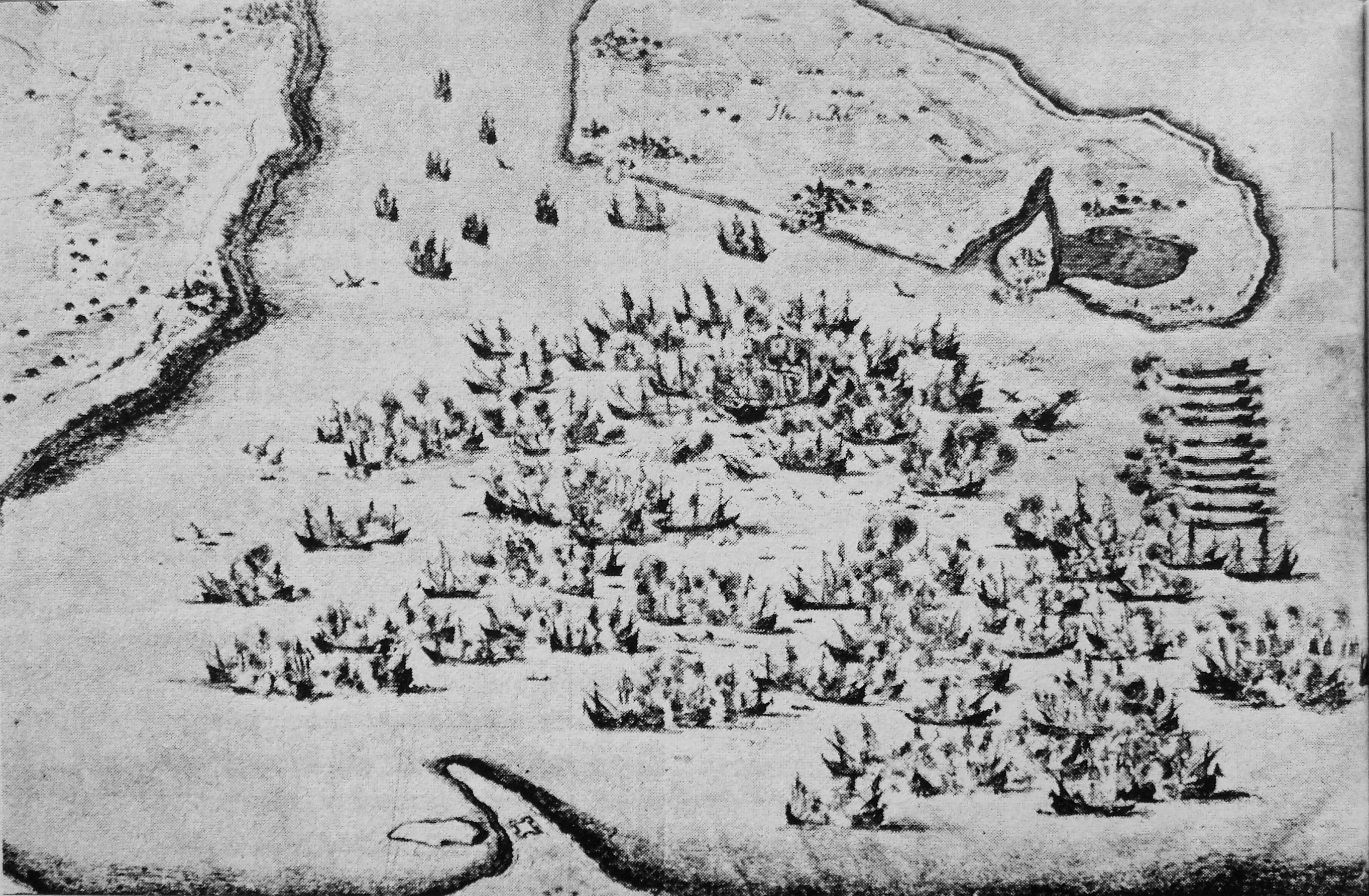
Battaglia navale di Saint-Martin-de-Ré il 27 ottobre 1622

Nel 1621, Luigi XIII si trasferì per sradicare quella che considerava una ribellione aperta contro il suo potere. Condusse un esercito a sud, riuscendo dapprima a catturare la città ugonotta di Saumur, e poi a subentrare nell'assedio di Saint-Jean-d'Angély contro il fratello di Rohan Beniamino di Rohan, duca di Soubise il 24 giugno 1621. Un piccolo numero di truppe tentò di circondare La Rochelle sotto il Conte di Soissons, ma Luigi XIII si trasferì poi a sud di Montauban, dove esaurì le sue truppe nell'assedio di Montauban . 
Dopo una pausa, il combattimento riprese con numerose atrocità nel 1622, con il terribile assedio di Nègrepelisse in cui tutta la popolazione fu massacrata e la città fu bruciata a terra. 
A La Rochelle, la flotta della città, guidata da Jean Guiton, iniziò una serie di operazioni di disturbo contro le navi e le basi reali. La flotta reale si incontrò alla fine con la flotta di La Rochelle nella battaglia navale di Saint-Martin-de-Ré, il 27 ottobre 1622, che tuttavia fu un incontro inconcludente. 
Nel frattempo, fu negoziato il trattato di Montpellier, che mise fine alle ostilità. Le fortezze ugonotte di Montauban e La Rochelle furono mantenute, mentre la fortezza di Montpellier dovette essere smantellata. 
Nel 1624 vide l'arrivo del cardinale Richelieu al potere come primo ministro, che significò l'inizio di tempi molto difficili per i protestanti.

## Seconda rivolta ugonotta (1625)

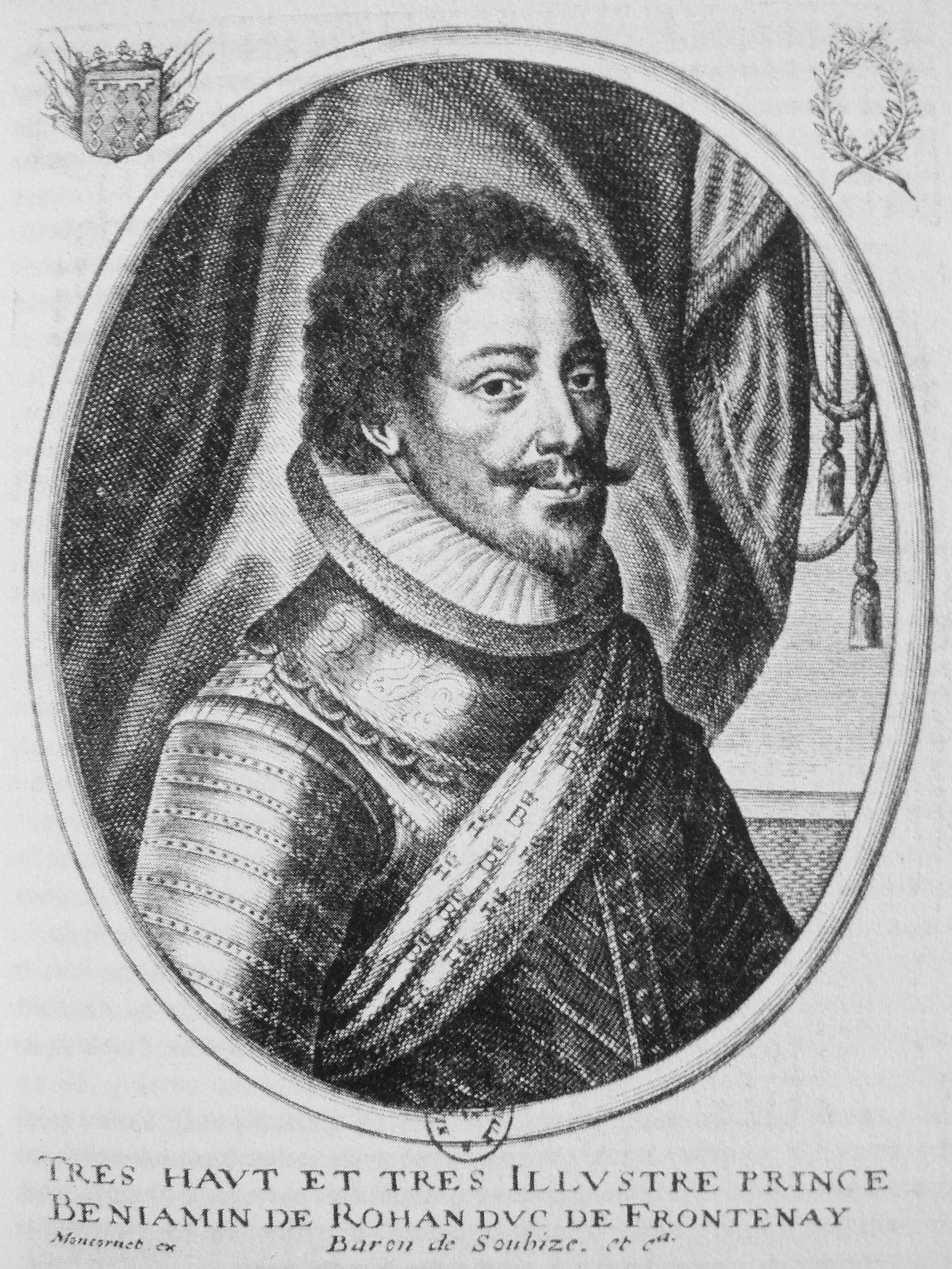
Benjamin de Rohan, duc de Soubise, guidò l'occupazione dell'Île de Ré a dispetto di Luigi XIII.

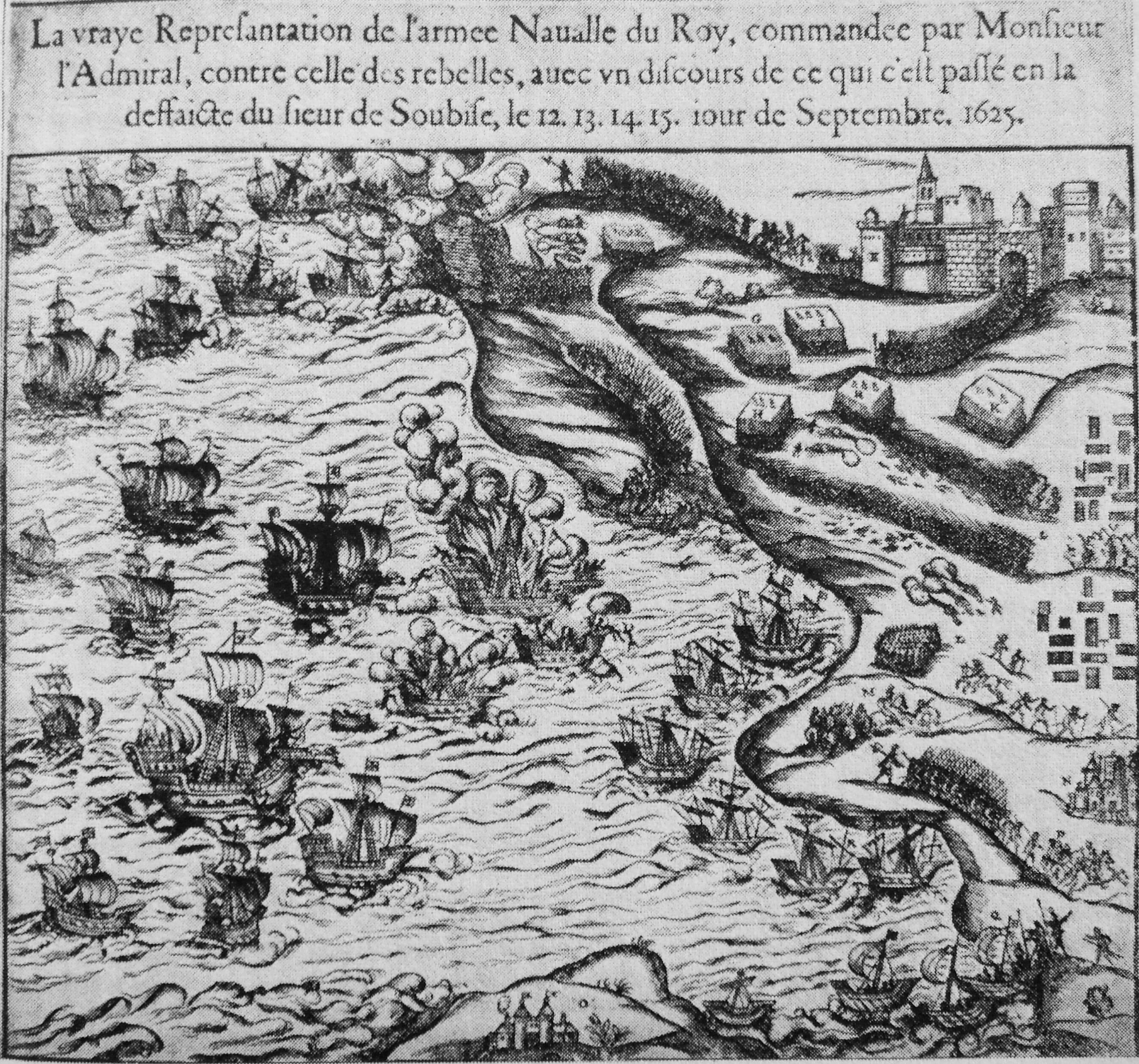
Cattura dell'Île de Ré da parte di Carlo, duca di Guise il 16 settembre 1625.

Luigi XIII, tuttavia, non mantenne i termini del trattato di Montpellier, scatenando un rinnovato risentimento ugonotto. Toiras rinforzò la fortificazione di Fort Louis, invece di smantellarla, proprio sotto le mura della roccaforte ugonotta di La Rochelle, e mentre una forte flotta si preparava a Blavet per l'eventualità di un assedio della città. La minaccia di un futuro assedio sulla città di La Rochelle era ovvia, sia per Soubise che per il popolo di La Rochelle.
Nel febbraio del 1625, Soubise guidò una seconda rivolta ugonotta contro Luigi XIII, e, dopo aver pubblicato un manifesto, invase e occupò l'isola di Ré, vicino a La Rochelle. Da lì salpò per la Bretagna dove condusse con successo un attacco alla flotta reale nella battaglia di Blavet, anche se non riuscì a prendere il forte dopo un assedio di tre settimane. Soubise tornò quindi a Ré con 15 navi e presto occupò anche l'Ile d'Oléron, dandogli così il comando della costa atlantica da Nantes a Bordeaux. Attraverso queste azioni, fu riconosciuto come il capo degli ugonotti e si autoproclamò "ammiraglio della chiesa protestante". Al contrario, la Marina francese era completamente esaurita, lasciando il governo centrale molto vulnerabile. 
La città ugonotta di La Rochelle votò per unirsi a Soubise l'8 agosto 1625. Questi eventi si sarebbero conclusi con la sconfitta delle flotte di La Rochelle e Soubise e la completa cattura dell'isola di Ré entro il settembre 1625. 
Dopo lunghi negoziati, il 5 febbraio 1626 fu finalmente firmato un accordo di pace, il trattato di Parigi, tra la città di La Rochelle e il re Luigi XIII, preservando la libertà religiosa ma imponendo alcune garanzie contro possibili sconvolgimenti futuri: in particolare, La Rochelle era vietata dal mantenere una flotta navale. 

## Terza rivolta ugonotta (1627–28)

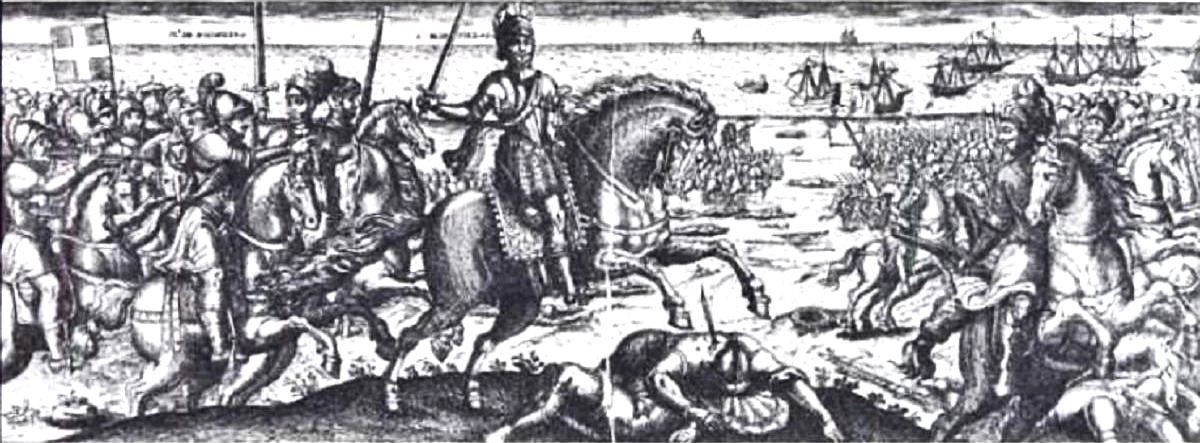
Il maresciallo Henri de Schomberg e Toiras sconfiggono l'esercito inglese di Buckingham alla fine dell'assedio di Saint-Martin-de-Ré (1627).

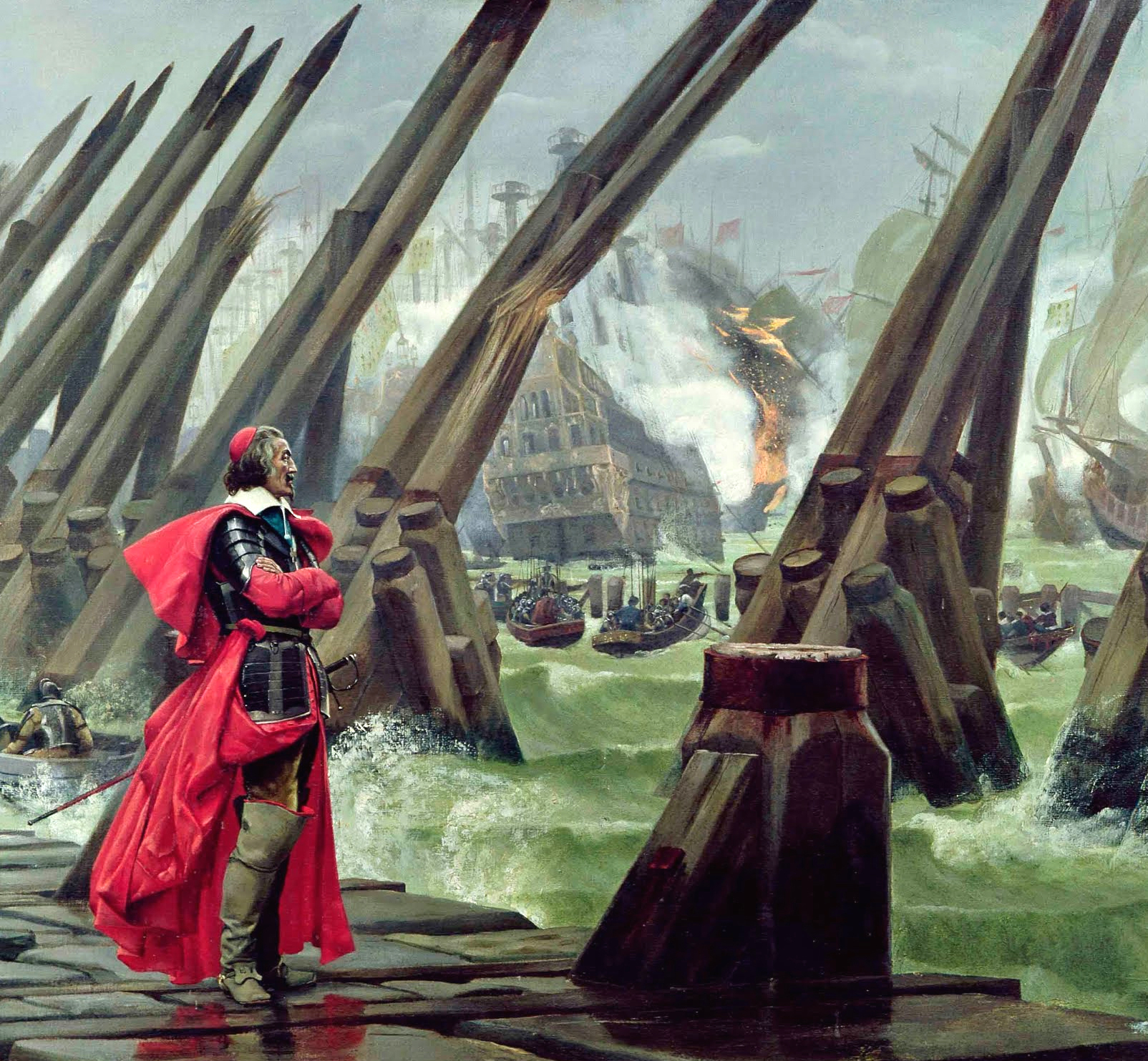
Il cardinale Richelieu all'assedio di La Rochelle, Henri Motte, 1881.

La terza e ultima ribellione ugonotta iniziò con un intervento militare inglese volto a incoraggiare uno sconvolgimento contro il re di Francia. I ribelli avevano ricevuto l'appoggio del re inglese Carlo I, che inviò il suo preferito George Villiers, I duca di Buckingham con una flotta di 80 navi. Nel giugno 1627 Buckingham organizzò uno sbarco sulla vicina isola di Île de Ré con 6.000 uomini per aiutare gli ugonotti, dando così inizio a una guerra anglo-francese (1627-1629), con l'obiettivo di controllare gli approcci a La Rochelle, e di incoraggiare la ribellione in città. Buckingham alla fine rimase senza soldi e sostegno, e il suo esercito fu indebolito dalle malattie. L'intervento inglese terminò con l'assedio infruttuoso di Saint-Martin-de-Ré del 1627. Dopo un ultimo attacco a Saint-Martin furono respinti con pesanti perdite e lasciati nelle loro navi. 
L'intervento inglese fu seguito dall'assedio di La Rochelle. Il cardinale Richelieu fu il comandante delle truppe assedianti (in quei periodi in cui il re era assente). I residenti di La Rochelle hanno resistito per 14 mesi, sotto la guida del sindaco Jean Guiton e con l'aiuto progressivamente decrescente dall'Inghilterra. Durante l'assedio, la popolazione di La Rochelle diminuì da 27.000 a 5.000 a causa di vittime, carestie e malattie. La resa era incondizionata. 

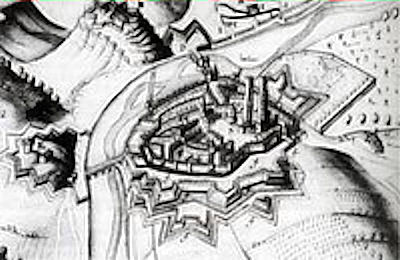
Assedio di Alès nel giugno 1629.

Rohan continuò a resistere nel sud della Francia, dove le forze di Luigi XIII continuarono ad intervenire nel 1629. Nell'assedio di Privas, gli abitanti furono massacrati o espulsi e la città fu incendiata a terra. Luigi XIII infine cattura Alès, nell'assedio di Alès nel giugno del 1629, e Rohan presentò. 
Secondo i termini della pace di Alais, gli ugonotti persero i loro diritti territoriali, politici e militari, ma mantennero la libertà religiosa concessa dall'editto di Nantes. Tuttavia, furono lasciati in balia della monarchia, incapaci di resistere quando il re successivo, Luigi XIV, iniziò una persecuzione attiva negli anni '70 del XVII secolo e alla fine revocò definitivamente l'editto di Nantes nel 1685. 

## Conseguenze
Le ribellioni ugonotte furono implacabilmente represse dalla Corona francese. Di conseguenza, gli ugonotti persero il loro potere politico e, in definitiva, la loro libertà religiosa nel regno di Francia con la revoca dell'editto di Nantes nel 1685. Questi eventi furono uno dei fattori che influenzarono un governo centrale assolutista insolitamente forte in Francia, che avrebbe avuto un'influenza decisiva sulla storia francese nei secoli successivi.